# Laouenan
Pour les articles homonymes, voir Laouenan (homonymie).
Laouenan est le disciple légendaire des saints Tudal et Pol Aurélien. Il est le saint patron de la paroisse de Treflaouenan dans le Finistère. Il est fêté en Bretagne le 23 janvier, dans le reste de l'Église catholique romaine le 23 novembre et en Orient le 15 février.
Selon l'abbé Le Guen, Tévédec et Laouenan, deux disciples de Pol Aurélien, évangélisèrent les tribus dont se sont formées les paroisses de Plouzévédé, de Plouénan et de Tréflaouénan.